# Gobio macrocephalus
Gobio macrocephalus är en fiskart som beskrevs av Mori, 1930. Gobio macrocephalus ingår i släktet Gobio och familjen karpfiskar. Inga underarter finns listade i Catalogue of Life.